# Collège de Maguelonne
Le collège de Maguelonne  est un ancien collège de l'université de Toulouse. Ses bâtiments s'étendaient entre la rue du Taur, où se trouvait l'entrée principale, et la rue Montoyol, dans l'actuel quartier du même nom (secteur 1) de Toulouse, en France. 
Le collège accueille des boursiers. Il est fondé vers 1363 par le « cardinal de Maguelone », Audouin Aubert, qui avait dans sa jeunesse étudié le droit à l'université de Toulouse. Il se trouve alors au sud du quartier universitaire de la ville. Épargné lors de la suppression de la plupart des collèges toulousains en 1551, il ne subsiste que difficilement, jusqu'à la Révolution française, où il finalement fermé. 

## Histoire
Le collège de Maguelonne est fondé entre 1361 et 1363, en faveur de dix étudiants en droit civil et canonique et un prêtre. Audouin Aubert fait l'acquisition d'une maison noble, l'hôtel de la famille Palais. Il dote le collège de biens à Toulouse et dans sa région, en particulier à Flourens. Le collège obtient des statuts par une bulle du pape Urbain V en 1370.